# Кастаняро
Кастаня̀ро (на италиански: Castagnaro; на венециански: Castagnàr, Кастаняр) е малко градче и община в Северна Италия, провинция Верона, регион Венето. Разположено е на 14 m надморска височина. Населението на общината е 3750 души (към 2015 г.).